# Charles Spurgeon
Charles Haddon (C.H.) Spurgeon (19. juni 1834 – 31. januar 1892) var en britisk pastor inden for baptistkirken. Folk kender ham stadig som "Prince of Preachers" ("prins af pastorer"). I sin levetid prædikede Spurgeon for omkring 10 millioner mennesker. Spurgeon prædikede ofte 10 gange om ugen forskellige steder. Hans prædikener er blevet oversat til mange sprog. I dag er der flere skrivelser og bøger af Spurgeon end af nogen anden kristen forfatter.
Spurgeon var pastor i den presbyterianske kirke i London i 38 år.

### Biographier
- Spurgeons Biography – på Christian Biography Resources
- Spurgeons Audiobiografi Arkiveret 21. maj 2008 hos  Wayback Machine
- "Charles Haddon Spurgeon, A Biography" Arkiveret 22. februar 2009 hos  Wayback Machine – af W. Y. Fullerton
- "The Autobiography of Charles Spurgeon", vols. 1 og 2